# 拉特蘭郡旗
拉特蘭郡旗 （Flag of Rutland）是英國英格蘭拉特蘭郡的旗幟，在2015年11月17日開始使用。拉特蘭郡旗曾是拉特蘭郡議會的旗幟，在1950年通過使用。 拉特蘭郡旗為綠色底色，上有黃色馬蹄和橡樹果實圖案。1997年拉特蘭郡恢復為一個行政區劃單位之後，該旗幟也恢復使用。